# Finala Cupei Campionilor Europeni 1959
Finala Cupei Campionilor Europeni 1959 a fost un meci de fotbal, care a avut loc pe Neckarstadion în Stuttgart. Meciul s-a jucat între Real Madrid din Spania și Stade de Reims-Champagne din Franța.

## Detalii
| Real Madrid              | 2 – 0  | Stade Reims |
| ------------------------ | ------ | ----------- |
| Mateos 1' Di Stéfano 47' | Report |             |

| Real Madrid | Stade de Reims |

| REAL MADRID:   |    |                        |
|                |    |                        |
| P              | 1  | Rogelio Domínguez      |
| F              | 2  | Marquitos              |
| F              | 3  | José Santamaría        |
| F              | 4  | José María Zárraga (c) |
| F              | 5  | Juan Santisteban       |
| M              | 6  | Antonio Ruiz           |
| M              | 7  | Raymond Kopa           |
| M              | 8  | Enrique Mateos         |
| M              | 9  | Alfredo Di Stéfano     |
| A              | 10 | Héctor Rial            |
| A              | 11 | Francisco Gento        |
| Antrenor:      |    |                        |
| Luis Carniglia |    |                        |

| STADE REIMS:   |    |                    |
|                |    |                    |
| P              | 1  | Dominique Colonna  |
| F              | 2  | Bruno Rodzik       |
| F              | 3  | Robert Jonquet (c) |
| F              | 4  | Raoul Giraudo      |
| F              | 5  | Armand Penverne    |
| M              | 6  | Michel Leblond     |
| M              | 7  | Robert Lamartine   |
| M              | 8  | René Bliard        |
| M              | 9  | Just Fontaine      |
| A              | 10 | Roger Piantoni     |
| A              | 11 | Jean Vincent       |
| Antrenori:     |    |                    |
| Albert Batteux |    |                    |